# 1461 w polityce
Wydarzenia polityczne w 1461 roku.

## Wydarzenia
- styczeń - wojna Dwóch Róż: Edward York zostaje przywódcą Yorków i wyrusza na Londyn[1].
- 2 lutego - wojna Dwóch Róż: w bitwie pod Mortimer's Cross Yorkowie pokonują walijskich stronników Lancasterów - Tudorów i w zbiorowej egzekucji w Hereford zabijają wziętych do niewoli przywódców[1].
- 17 lutego - wojna Dwóch Róż: zwycięstwo Lancasterów w II bitwie pod St. Albans umożliwia uwolnienie Henryka VI i marsz armii królewskiej na Londyn[2].
- 20 lutego - wojna Dwóch Róż: wobec wrogiej postawy Londynu Lancasterowie rezygnują ze zdobycia miasta i wycofują się na północ[3].
- 2 marca - Edward York wkracza do Londynu i z poparciem miasta ogłasza się królem Anglii[3].
- 29 marca - wojna Dwóch Róż: decydujące zwycięstwo Yorków w bitwie pod Towton: masakra stronników Lancasterów zmusza Henryka VI do ucieczki do Szkocji i umożliwia zdobycie władzy Edwardowi Yorkowi[4].
- 28 czerwca - Edward York zostaje koronowany jako Edward IV, pierwszy król z dynastii Yorków[5].
- 16 lipca – samosąd mieszczan krakowskich nad Andrzejem Tęczyńskim.
- 30 września - wojna Dwóch Róż: Yorkowie zdobywają zamek Pembroke w Walii, należący do sojusznika Lancasterów Jaspera Tudora - opiekuna i stryja Henryka Tudora. Przyszły król Anglii  Henryk VII zostaje oddany pod opiekę zwolennikowi Yorków lordowi Herbertowi[6].

## Urodzili się
- 5 sierpnia Aleksander Jagiellończyk, król Polski.

## Zmarli
- 22 lipca Karol VII Walezjusz, król Francji.
- 21 września Zofia Holszańska.